# André Lafosse
André Lafosse (* 13. März 1890 in Marly-le-Roi; † 1975) war ein französischer Posaunist, Musikpädagoge und Komponist.
Lafosse erweiterte das Repertoire für Posaunisten durch musikpädagogische Werke, eigene Kompositionen und Arrangements für das Instrument. Als einer der ersten Musiker spielte er bereits 1938 Musik der Renaissancezeit auf der Basstrompete auf Schallplatte ein. Nach dem Zweiten Weltkrieg spielte er Jazz im Orchester Bœuf sur le toit mit Django Reinhardt, mit dem er 1947 auch Aufnahmen einspielte.
1948 wurde Lafosse Nachfolger von Henri Couillaud als Professor für Posaune am Conservatoire de Paris. Er hatte die Stelle bis 1960 inne. Zu seinen Schülern zählten Posaunisten wie Vinko Globokar, Marc Steckar und Norman J. Hunt. Außerdem war er Soloposaunist an der Pariser Oper und bei den Concerts Lamoureux. Lafosse veröffentlichte mehrere Posaunenlehrbücher. Sein Bruder Marcel LaFosse war Trompeter beim Boston Symphony Orchestra.

## Filmmusik
- 1956: Die blonde Hexe

| Personendaten    | Personendaten                                        |
| ---------------- | ---------------------------------------------------- |
| NAME             | Lafosse, André                                       |
| KURZBESCHREIBUNG | französischer Posaunist, Komponist und Musikpädagoge |
| GEBURTSDATUM     | 13. März 1890                                        |
| GEBURTSORT       | Marly-le-Roi                                         |
| STERBEDATUM      | 1975                                                 |